# Khaliq Spicer
Khaliq Khadeen Spicer (Detroit, 27 maggio 1994) è un cestista statunitense, professionista in Europa.